# Gelagkamer

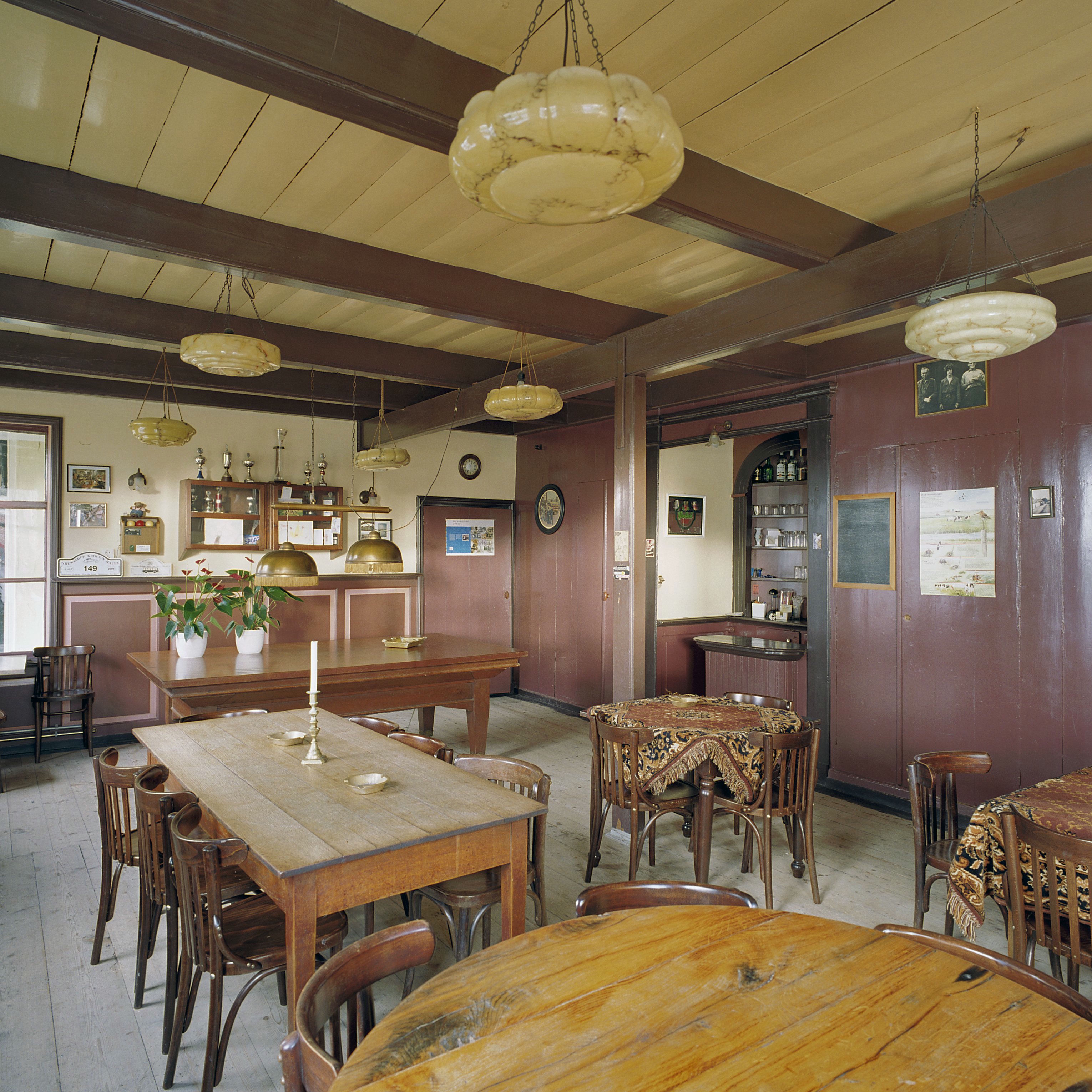
Gelagkamer café De Eisseshof in Niehove

De gelagkamer of verbruikszaal is de ruimte van een café waar de klanten worden bediend. 
Het gelag is wat men consumeert. Het woord is nog terug te vinden in de uitdrukking: het gelag betalen, wat wil zeggen: opdraaien voor de kosten.

## Geschiedenis
In de negentiende en vroege twintigste eeuw bezaten veel woonhuizen een gelagkamer, die door de eigenaren of huurders als bijverdienste werd geëxploiteerd. De ruimte was meestal niet groter dan 20 m² en bevatte enkele tafels met stoelen, een kachel, een zinken biertap en een schap met glazen. Een dergelijke gelagkamer werd meestal niet als café gezien.

## Jachtweide
In het noorden van Nederland, met name in Groningen en Friesland, wordt een gelagkamer jachtweide genoemd. Enkele horecagelegenheden dragen deze naam.